# Bakouma
Bakouma è una subprefettura della Prefettura di Mbomou, nella Repubblica Centrafricana. 